# Ebitu Ukiwe
Ebitu Ukiwe é um militar nigeriano da Marinha de seu país, que serviu como vice-presidente de facto da Nigéria, durante o governo militar de Ibrahim Babangida ente 1985 e 1986.